# Bad Guy (chanson d'Eminem)
Cet article concerne la chanson d'Eminem. Pour le film de Kim Ki-duk, voir Bad Guy.
Pistes de The Marshall Mathers LP 2
Parking Lot
(2)
Bad Guy est une chanson écrite et interprétée par le rappeur américain Eminem. Ce titre constitue la première piste de The Marshall Mathers LP 2, huitième album studio du rappeur sorti en 2013. La chanson est produite par Symbolyc One (qui avait déjà travaillé avec des artistes tels que Xzibit ou Kanye West), M-Phazes (qui a accompagné Eminem sur sa tournée australienne en 2012) et StreetRunner. Eminem est lui crédité à l'écriture aux côtés de Sarah Jaffe, une chanteuse texane qui interprète le refrain.
Le titre constitue la suite de Stan, un succès planétaire sorti en 2000 par le rappeur et présent sur le premier MMLP. Dans Stan, le personnage éponyme tue sa femme en se donnant la mort car Eminem dont il est fan ne répond pas à ses lettres. Ici, le petit frère de Stan déjà mentionné en 2000, Matthew, vient se venger de son frère en tuant le rappeur. Les critiques pour Bad Guy furent très positive. La chanson, bien qu'elle ne constitue pas un single, se classa dans divers classements musicaux à la sortie de l'album, atteignant notamment la 109e place aux États-Unis et la 26e place du classement urbain au Royaume-Uni.

## Genèse et scénario
Dans Bad Guy, Eminem joue le rôle de Matthew Mitchell, le petit frère du personnage qu'Eminem a créé sur The Marshall Mathers LP en 2000 sur la chanson Stan. Stan raconte l'histoire d'un fan fou d'Eminem qui donne son nom à la chanson. Celui-ci se suicide, tuant du même fait sa femme enceinte, car le rappeur ne répondait pas à ses lettres d'admiration. Le petit frère de Stan est alors évoqué dans ce titre comme un fan inconditionnel prenant le même chemin que son frère. Dans Bad Guy, Matthew est plus âgé, il a maintenant 19 ans, et veut se venger d'Eminem qu'il accuse d'avoir causé la mort de son frère. Eminem voit Matthew «rôder autour de sa maison avec un couteau à la main», et le décrit comme ayant la bouche pleine de salive. Matthew kidnappe alors Eminem, le met dans le coffre de sa voiture et roule dans la ville de Détroit en écoutant The Marshall Mathers LP. Comme dans Stan, Eminem rappe le dernier couplet en sortant de la peau de son personnage. Il y a de nombreuses références à Stan et au MMLP dans ce titre. Dans la deuxième partie du morceau, Eminem accuse son double diabolique d'être la cause de très nombreuses personnes avec ses paroles violentes, homophobes et misogynes.

Eminem dit à propos de Bad Guy : 

« Réaliser une chanson comme Bad Guy, c'était comme si je voulais vraiment faire le lien entre le nouvel album et The Marshall Mathers LP. Vous savez, le premier. Et je voulais vraiment que ce ne soit pas une suite pour une suite, que ça ait du sens, une cohérence. Quand j'ai commencé à écrire pour cet album je me suis dit: "si ce cauchemar m'a donné envie de redevenir le fou que j'étais, pourquoi ne pas repartir d'un thème qui m'est propre". Matthew est revenu, le petit frère de Stan est revenu, et il est revenu pour me tuer. Donc tout se mettait en place dans ma tête. Donc vous comprenez, Bad Guy est plus une introduction au retour de ma folie, à la suite de MMLP. Et faire la suite de Criminal dans le skit qui suit était la suite logique. Je sais pas si vous comprenez, mais pour moi ça représente le début de la suite, de la continuité, c'est le lien entre les deux. »

## Écriture et production

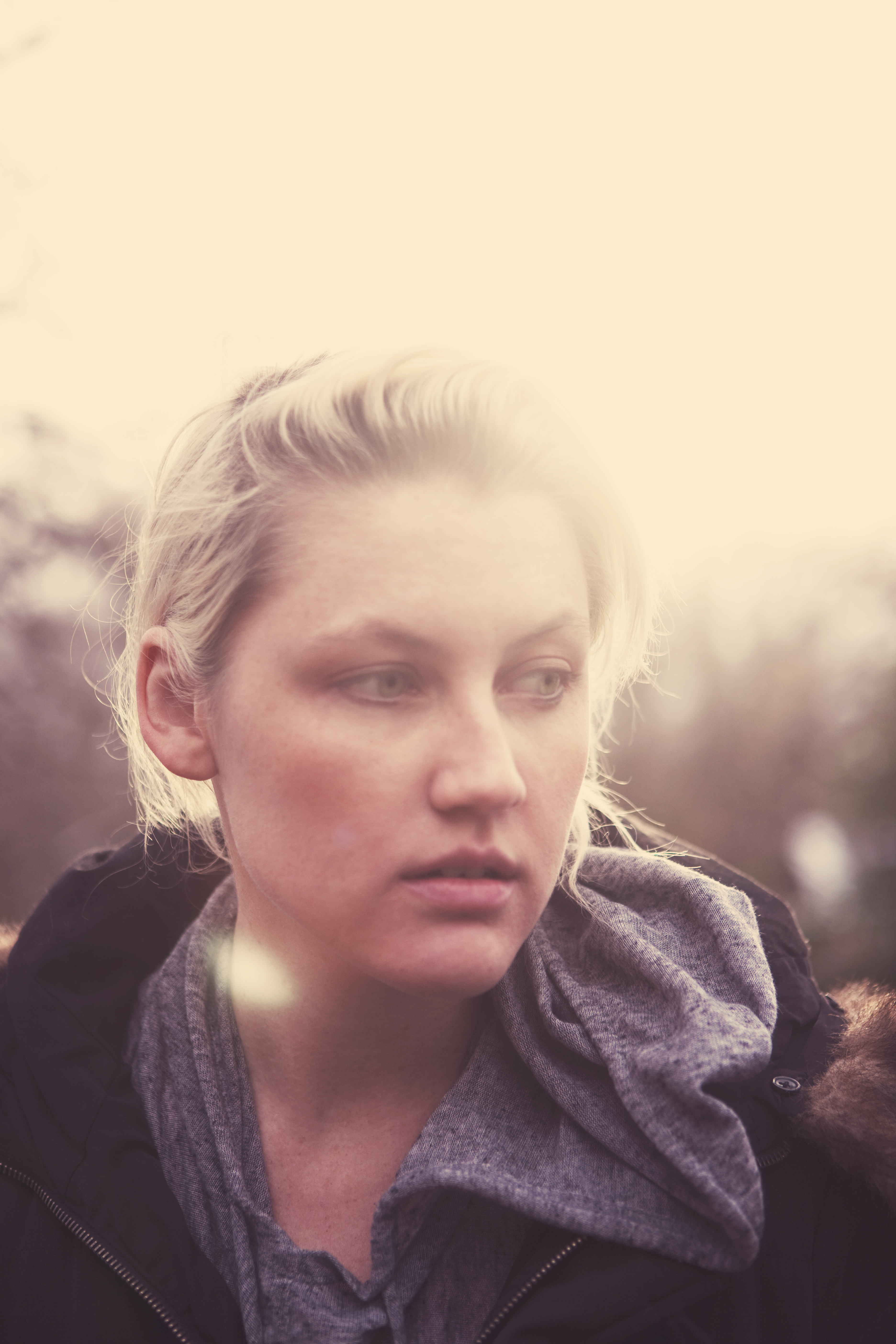
La chanteuse texane Sarah Jaffe interprète le refrain de Bad Guy.

Le morceau est divisé en deux parties aux mélodies distinctes.
La première partie est produite par Symbolyc One et M-Phazes. Symbolyc One travaille pour la première fois avec Eminem mais a déjà officié auprès d'artistes chevronnés comme Kanye West (Power en 2010) ou Beyoncé Knowles (Best Thing I Never Had). M-Phazes a accompagné Eminem et Lil Wayne en tant que disc jockey lors de leurs tournées en Australie en 2012. 
La chanteuse texane Sarah Jaffe, qui travaille avec Symbolyc One dans le groupe The Dividends, interprète le refrain dont elle a écrit les paroles alors qu'elle était dans sa voiture. 
Comme sur Stan treize ans plus tôt, Eminem a choisi une voix féminine pour le refrain. Les samples de clavier pour l'instrumental ont été fournis par I.L.O et le morceau a été enregistré dans les Effigy Studios à Ferndale dans le Michigan avec Joe Strange, Mike Strange et Tony Campana.
Le second instrumental de Bad Guy est produit par StreetRunner, producteur d'artistes tels que Lil Wayne ou 2 Chainz. Il a été réalisé à partir d'un sample de Soana écrit par G. Reverberi et L. Giordano. StreetRunner indique en interview : « Mon pote Venny Venditto a bossé sur le piano et les cordes tandis que je m'occupais de la batterie, et ça va vraiment bien ensemble sur ce morceau. Honnêtement, cet instru a été un des plus durs à réaliser de toute ma carrière. Mais après tout collait bien donc finalement ça s'est réalisé assez naturellement. Quand on a terminé j'ai dit à mon pote : “cet instru là, elle va être pour Eminem”. Il ne m'a pas cru. Mais j'avais confiance en ce beat quand je l'ai terminé. J'étais vraiment fier qu'Eminem l'ait sélectionné ».

## Accueil critique
Bad Guy a reçu un accueil généralement très positif de la part des journalistes spécialisés, qui insistèrent notamment sur la qualité de l'histoire racontée à travers ce titre. Logan Smithson a qualifié le titre de «phénoménal» pour Pop Matters : « La chanson d'ouverture de MMLP2, Bad Guy, est une des mieux racontée de ces dernières années dans le monde du hip-hop. J'aimerais vous en dire plus mais c'est au risque de ruiner la surprise pour ceux qui n'ont pas encore entendu l'album, je m'arrête donc là ». Julia Leconte pour Now a quant à elle, en s'appuyant sur Bad Guy, mise en valeur la qualité de parolier du rappeur : « Il est certainement l'un des meilleurs créateurs d'histoires de l'histoire du rap ». Erika Ramirez pour Billboard affirme : « Eminem introduit son Marshall Mathers LP 2 par une piste mettant en lumière son côté sombre et violent en se mettant dans la peau de Matthew Michell, le frère de Stan, avec des envies de vengeance. Une des meilleures chansons de l'album de par sa narration où Eminem se retrouve face à face avec son meilleur ennemi, créé 13 ans plus tôt ». Andy Baber de Music OMH indique : « Bad Guy est pour les qualités de ses paroles, un chef-d'œuvre. Eminem y canalise avec intelligence toutes les critiques qui lui ont été adressés ces dernières années ».
DJ Booth a indiqué : « Bad Guy est clairement une suite du classique Stan. C'est un chef-d’œuvre absolu au niveau de la narration, Slim Shady est à son meilleur niveau ». Christopher R. Weingarten affirme : « Bad Guy ressemble à un film scénarisé par Charlie Kaufman. Rap Genius risque d'avoir du mal a différencier les protagonistes de ce film qui sont à peu près tous les ingrédients de la carrière d'Eminem : Slim Shady, sa personne, le rappeur qui apparaît sur scène, B-Rabbit, Stan et son frère, son subconscient, le Eminem drogué du début des années 2000, il y a beaucoup de choses ». Matthew Miller de Pretty Much Amazing dit du titre : « Au niveau des paroles, c'est parfait, une sorte de Lose Yourself en thriller. Elle fait d'emblée partie des classiques astronomiques de la carrière d'Eminem ». Jesal "Jay Soul" Padania de Rap Reviews indique : « Bad Guy appartient à la catégorie des classiques d'Eminem, nous ramenant 13 ans en arrière. Les paroles sont épiques et la mélodie colle parfaitement à l'atmosphère du morceau. Cela dit, les deux dernières minutes quand l'instrumental change, cela semble dérangeant ».

## Classements hebdomadaires
| Classement (2013)              | Meilleure position |
| ------------------------------ | ------------------ |
| Royaume-Uni (UK Singles Chart) | 138                |
| Royaume-Uni (UK Singles Chart) | 26(Classement R&B) |
| États-Unis (Hot 100)           | 109                |